# Cisówka (powiat białostocki)
Cisówka (Ciesówka) – wieś w Polsce położona w województwie podlaskim, w powiecie białostockim, w gminie Michałowo.
Wieś jest siedzibą sołectwa Cisówka.
Istniejąca w latach 1933-1954 gromada z siedzibą w Cisówce nosiła nazwę Ciesówka.
W latach 1975–1998 miejscowość administracyjnie należała do województwa białostockiego.
W pobliżu Cisówki znajduje się przystanek kolejowy, a także, nad zaporowym Jeziorem Siemianowskim – ostoje dzikich ptaków, w tym wielu gatunków chronionych (pliszka cytrynowa, czapla biała, rybitwa białowąsa, bąk, derkacz, różne gatunki kaczki).
Wierni kościoła rzymskokatolickiego należą do parafii Przemienienia Pańskiego w Jałówce, a prawosławni do parafii Podwyższenia Krzyża Świętego w Jałówce.

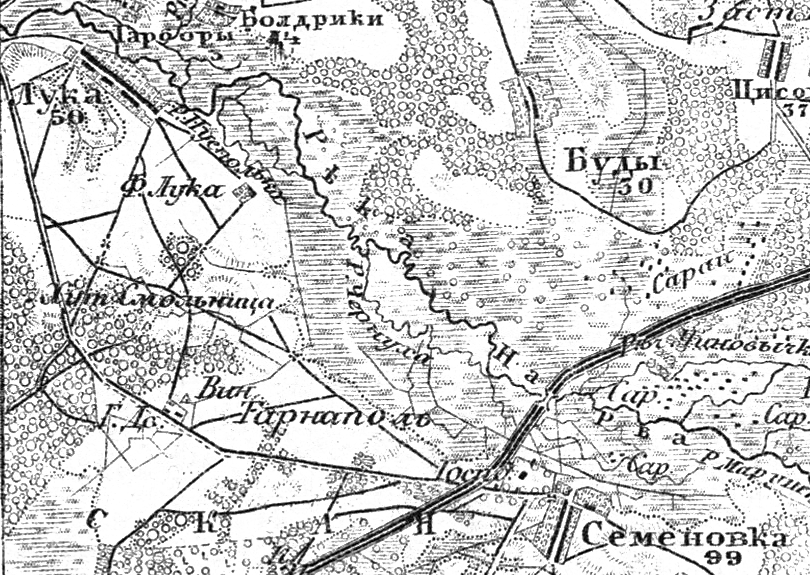
Wieś Cisówka (oznaczona jako Цисовка) na starej rosyjskojęzycznej mapie (część, w prawym górnym rogu).

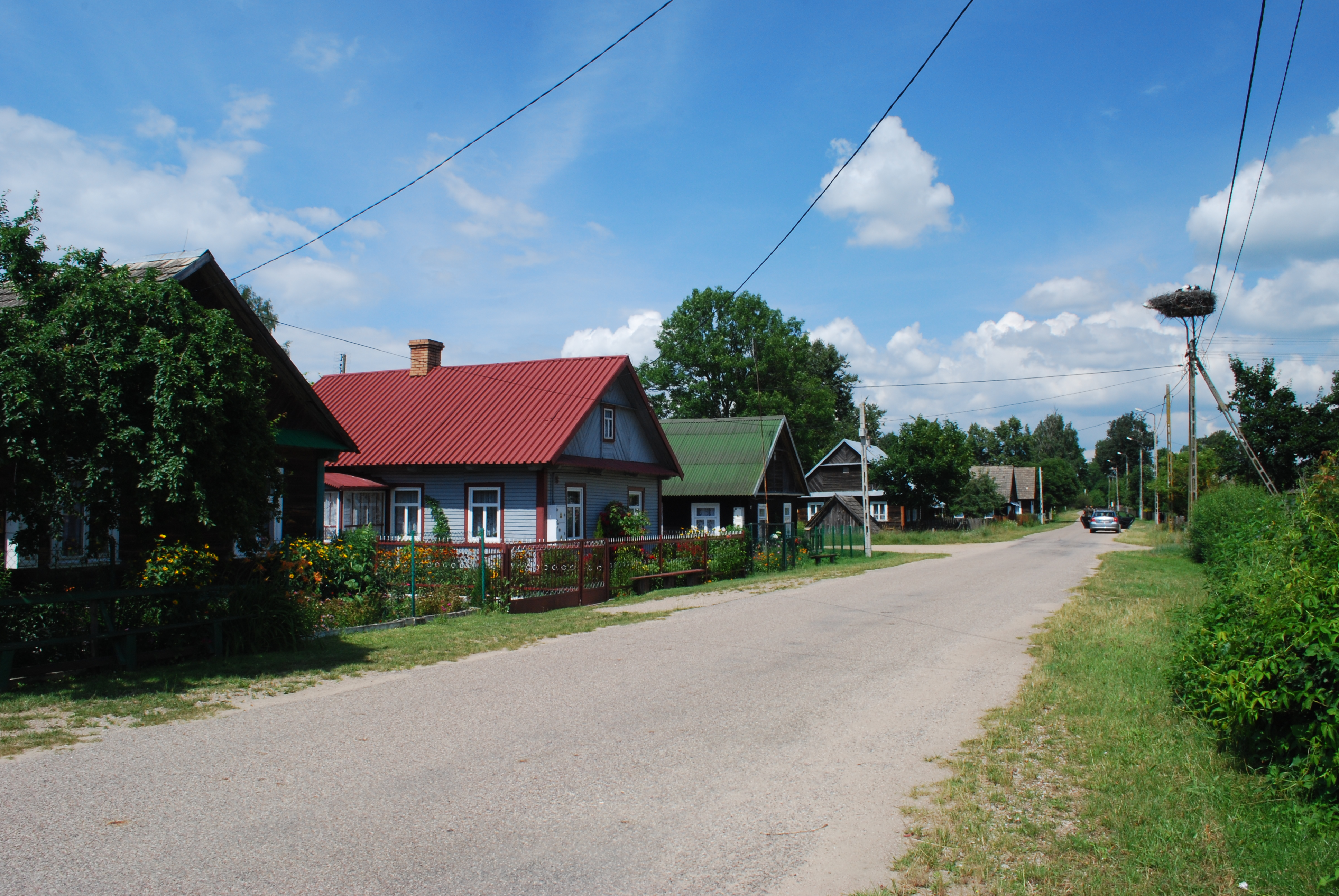
Droga przez wieś